# Interleuchina 11
L'interleuchina 11 (IL-11) è una citochina coinvolta nell'ematopoiesi.

## Struttura
L'IL-11 è una citochina di 23 kD codificata dal gene IL11 sul cromosoma 19, simile per struttura a IL-6. Si lega al recettore IL-11Rα e al corecettore gp130. L'omodimerizzazione di gp130 in seguito ad attivazione del recettore attiva le JAK chinasi associate a gp130 permettendo di trasdurre il segnale. È prodotta dalle cellule stromali del midollo osseo.

## Funzione
- IL-11 è un induttore della produzione delle proteine di fase acuta durante l'infiammazione.
- IL-11 è una citochina che promuove la proliferazione di alcuni linfociti.
- IL-11 ha proprietà osteotrofiche, promuove infatti la proliferazione e la differenziazione delle cellule dell'osso.
- IL-11 è la principale citochina coinvolta nella maturazione dei megacariociti nel midollo osseo.